# Bob Kenney
Robert Earl "Bob" Kenney, född 23 juni 1931 i Arkansas City i Kansas, död 27 oktober 2014 i Scottsdale i Arizona, var en amerikansk basketspelare.
Kenney blev olympisk mästare i basket vid sommarspelen 1952 i Helsingfors.